# Охтирська міська територіальна громада
Охтирська міська територіальна громада — об'єднана територіальна громада обласного значення в Україні, в Сумській області. Адміністративний центр — місто Охтирка.
Утворена 3 жовтня 2019 року шляхом приєднання Староіванівської сільської ради Охтирського району до Охтирської міської ради обласного значення.
Відповідно до Закону України «Про внесення змін до Закону України „Про добровільне об'єднання територіальних громад“ щодо добровільного приєднання територіальних громад сіл, селищ до територіальних громад міст республіканського Автономної Республіки Крим, обласного значення» громади, утворені внаслідок приєднання суміжних громад до міст обласного значення, визнаються спроможними і не потребують проведення виборів.

## Населені пункти
У складі громади 11 населених пункти: 1 місто (Охтирка) і 10 сіл: Будне, Велике Озеро, Залужани, Климентове, Козятин, Піски, Поділ, Пристань, Сосонка, Стара Іванівка.